# Vése
Vése là một thị trấn thuộc hạt Somogy, Hungary. Thị trấn này có diện tích 42,92 km², dân số năm 2010 là 747 người, mật độ 17 người/km².